# Drama koja se šunja sama
Drama koja se šunja sama je prvi studijski album kruševačkog repera i hip-hop pevača Suida u produkciji kuće Bassivity music. Sastoji se od 19 numera. Od gostiju se na albumu pojavljuju: Wikluh Sky, Trip-R, Marčelo, MG Gost (Hain Teny), Joker, Worda, Demian (VIP), Urban, Big Boss, Berreta 9, Tekkita i  Đura.  Snimljeni su spotovi za dve pesme; Drama koja se šunja sama i Ja nisam kao ti , koji je ujedno bio i prvi singl sa albuma.

## Spisak pesama
| #  | Naziv pesme                            | Gosti                             | Trajanje |
| -- | -------------------------------------- | --------------------------------- | -------- |
| 1  | Intro                                  |                                   | 1:10     |
| 2  | Ne taj što vreba                       |                                   | 2:32     |
| 3  | Koliko znači mi                        | - MG Gost (Hain Teny)             | 4:24     |
| 4  | Drama koja se šunja sama               | - Wikluh Sky                      | 5:04     |
| 5  | Ja nisam kao ti                        |                                   | 3:21     |
| 6  | Dok reči lete visoko                   | - Marčelo - Trip-R                | 5:17     |
| 7  | Istinite šale                          |                                   | 4:10     |
| 8  | Ludo vreme                             | - Big Boss - Urban                | 4:31     |
| 9  | Velika vest                            |                                   | 1:47     |
| 10 | Suid je                                | - Berreta 9 - Tekkita             | 3:02     |
| 11 | Ponekad pričam gluposti                |                                   | 5:07     |
| 12 | Sve naše glave                         | - MG Gost(Hain Teny)              | 3:37     |
| 13 | Srećnost                               |                                   | 3:46     |
| 14 | Aladin                                 |                                   | 3:12     |
| 15 | Nema veze, zezamo se                   | - Trip-R - Joker - Worda - Demian | 6:15     |
| 16 | Ja kažem ja                            | - Đura                            | 5:37     |
| 17 | Samo kaži                              |                                   | 5:13     |
| 18 | Vrteška se vrti                        |                                   | 2:29     |
| 19 | Ludo vreme (Bonus track-Smokin’ J RMX) | - Big Boss - Urban                | 5:45     |

## Spotovi
- Drama koja se šunja sama
- Ja nisam kao ti video

## Ostalo
Poslednja pesma je remiks pesme Ludo vreme , koja se još pojavljuje na kompilaciji Provera mikrofona

## Spoljašnje veze
- Recenzija albuma na hip hop sajtu Serbian Underground